# Linia kolejowa Windawa – Tukums
Linia kolejowa Windawa – Tukums – linia kolejowa na Łotwie łącząca ślepą stację Windawa ze stacją Tukums II.
Linia na całej długości jest niezelektryfikowana i jednotorowa.

## Historia
Linia powstała w 1901 jako część Kolei Moskiewsko-Windawskiej, w pierwszym okresie funkcjonowania będąc własnością prywatną. Początkowo leżała w Imperium Rosyjskim, w latach 1918 - 1940 położona była na Łotwie, następnie w Związku Sowieckim (1940 - 1991). Od 1991 ponownie znajduje się w granicach niepodległej Łotwy.
W 2009 ruch składów pasażerskich na linii ograniczono do dwóch par pociągów weekendowych relacji Windawa - Ryga. W 2010 ruch pasażerski został całkowicie zlikwidowany.